# ユダヤ系アメリカ人哲学者一覧
著名なユダヤ系アメリカ人哲学者の一覧。その他のユダヤ系アメリカ人については、ユダヤ系アメリカ人一覧も参照のこと。
- モーティマー・アドラー：哲学者（1984年に米国聖公会に改宗、2000年にカトリックに改宗）
- ピーター・アチンスタイン：科学哲学者
- エディス・ウィスコグロッド：哲学者
- ポール・ベナセラフ：哲学者
- マックス・ブラック：分析哲学者[1]
- ジョセフ・ブラウ：哲学者
- ネッド・ブロック：心の哲学者
- アラン・ブルーム：政治哲学者
- ジョージ・ブーロス：論理学者
- ジュディス・バトラー
- スタンリー・カヴェル：哲学者
- ノーム・チョムスキー：言語学者、哲学者、認知科学者、歴史家、アクティビスト
- モリス・ラファエル・コーエン：哲学者
- ノーマン・ダニエルズ：政治哲学者
- アーサー・ダントー：美学者
- ヒューバート・ドレイファス：認知主義の批判者
- ロナルド・ドウォーキン：法哲学者
- ポール・エドワーズ
- マーヴィン・ファーバー：哲学者、現象学者
- ハーバート・ファイグル：科学哲学者
- ソロモン・フェファーマン：論理学者
- スタンリー・フィッシュ：文学理論家
- ジェリー・フォーダー：心の哲学者
- フィリップ・フランク：論理実証主義者
- タマル・スザボ・ジェンドラー：心の哲学者
- ユージン・ジェンドリン：暗在性（the implicit）の哲学者
- バーナード・ガート：倫理学者
- アルヴィン・ゴールドマン：認識論、ゴールドマンの納屋の例
- ネルソン・グッドマン：哲学者、形而上学的相対主義、帰納の新たな謎
- シドニー・フック：哲学者
- ジョナサン・エプスタイン：哲学者
- ハンス・ヨナス：哲学者
- ウォルター・カウフマン：哲学者
- ソール・クリプキ：論理学者
- トマス・クーン：科学哲学者
- エイブラハム・ロウ：精神分析の批判者
- ルース・バルカン・マーカス：論理学者
- ジョセフ・マーゴリス：哲学者、プラグマティズム
- シドニー・モーゲンベッサー：哲学者
- アーネスト・ネーゲル：科学哲学者
- トマス・ネーゲル：心の哲学者
- ロバート・ノージック：リバタリアニズム
- マーサ・ヌスバウム：倫理学者（改宗）
- リチャード・ポプキン：哲学者[2]
- ヒラリー・パトナム：哲学者、機能主義
- アイン・ランド：客観主義哲学の創始者（ソ連からの難民）
- マレー・ロスバード：政治哲学者
- ダニエル・ラインホルド：宗教哲学者
- マイケル・サンデル：コミュニタリアニズム
- メナヘム・メンデル・シュネルソン：宗教哲学者
- イヴ・コゾフスキー・セジウィック：クィア理論家
- スザンナ・シーゲル：心の哲学者
- ジョセフ・ソロヴェイチック：宗教哲学者
- レオ・シュトラウス：政治哲学者
- ジュディス・ジャーヴィス・トムソン：道徳哲学者
- マイケル・ウォルツァー：哲学者
- ジャック・ラッセル・ワインスタイン：哲学者
- ダン・ウィクラー：倫理学者
- ハリー・オーストリン・ウルフソン：哲学者
- スティーヴン・ヤブロ：哲学者